# 阿萊奇自然保護區
阿萊奇自然保護區（德語：Schweizer Alpen Jungfrau-Aletsch）是位於瑞士的一處自然保護區，位於瑞士西南部，伯爾尼和瓦萊州之間。阿萊奇保護區擁有歐亞大陸西部面積最大的冰川，包括阿萊奇冰川。2001年，阿萊奇保護區被列入世界自然遺產，是阿爾卑斯地區第一個世界自然遺產。

## 外部連結
- Official website